# 70744 Maffucci
70744 Maffucci è un asteroide della fascia principale. Scoperto nel 1999, presenta un'orbita caratterizzata da un semiasse maggiore pari a 2,4257044 UA e da un'eccentricità di 0,1593922, inclinata di 10,50666° rispetto all'eclittica.
L'asteroide è dedicato all'astronomo amatoriale italiano Paolo Maffucci.